# Travels with Scout (Modern Family)
Travels with Scout é o vigésimo primeiro episódio da primeira temporada da série Modern Family. O episódio foi exibido originalmente pela ABC no dia 28 de Abril de 2010 nos EUA. 

## Sinopse
Claire é surpreendida quando o pai de Phil aparece para uma visita não programada e traz consigo um cachorro; Manny está traumatizado por um filme de terror o que torna uma tarde entre Jay e Manny em mais uma longa semana. Cameron se torna baterista da banda de Dylan e Mitchell não aprova. 

## Críticas
Na sua transmissão original americana, "Travels with Scout" foi visto por cerca de 10.008 mil famílias e recebeu uma avaliação positiva de 4,2 com um aumento de 11%, tornando-o mais alto se comparado com os episódios: "Pilot", "My Funky Valentine", "Fifteen Percent" e "Hawaii".
Robert Canning da IGN deu ao episódio um 8.5, dizendo que era "ótimo" e "No geral", Como qualquer outra sitcom, as piadas se tornam mais engraçado quanto mais você conhece assim como os personagens. Mais uma vez a nossa experiência com Luke foi das melhores quando ele corre atrás do cachorro de seu avô, com Phil gritando: "Não, LuKe, fique! LuKe! Senta!" tornando-o ainda mais engraçado.". Margret Lyons da Entertainment Weekly deu ao episódio um comentário morno dizendo que o episódio foi como os outros e foi muito bem, mas é bem melhor quando você só não ama o episódio, mas o adora e "Travels with Scout" não fez isso".